# Nazareth Cascante
María Nazareth Cascante Madrigal (Tambor, Alajuela, 20 de octubre de 1990) es una reina de belleza y modelo costarricense ganadora del certamen Miss Costa Rica 2012.

## Vida personal
Cascante Madrigal nació el distrito de Tambor, en el cantón central de Alajuela, el 20 de octubre de 1990. Hija de Luis Cascante Loría y Zulay Madrigal Víquez oriunda Alajuelense es estudiante en el área de Farmacia, demostró que los sueños de niña se logran con fuerza y humildad. Nazareth demostró que el orgullo por su país la hizo aprender mucho tanto personal como profesionalmente.

## Logros
En el 2007 logra ser Finalista en Señorita San José.
En el 2008 se convierte en la Reina Internacional del Ecoturismo.
Es Miss Teen Costa Rica 2008.
Miss Teen International 2009.
Es Primera Finalista en
Miss Atlántico en Uruguay Internacional. Participa en el Reinado
Mundial del Transporte en Colombia.

## Miss Costa Rica 2012
Se llevó a cabo el de 14 de abril de  2012, en la capital de San José. Participó como la representante de la provincia de Alajuela participó en unos de los años más reñidos ya que ella junto con Ivonne Cerdas representante de la provincia de San José se colocaban entre las favoritas, Sin embargo Nazareth por su escultural cuerpo, excelente pasarela logra alzarse con la corona del Miss Costa Rica 2012.

## Representantes de la provincia de Alajuela en Miss Costa Rica
Nazareth es la séptima representante alajuelense en Miss Costa Rica:
- Alajuela es la tercera provincia con más coronas nacionales solo superada por San José con 28 y por Heredia con 8.
- Alajuela esta a una corona de alcanzar a Heredia.
- Ninguna Representante de Alajuela ha ingresado en algún Top de Miss Universo.
- Miss Costa Rica 2007 Verónica González es oriunda de Alajuela más sin embargo en el certamen nacional representó a Heredia.

| Año  | Ganadora                             | Representante | Miss Universo Posición |
| ---- | ------------------------------------ | ------------- | ---------------------- |
| 1973 | María del Rosario Mora Badilla       | Alajuela      | No Clasifica           |
| 1975 | María de los Angeles Picado González | Alajuela      | No Clasifica           |
| 1987 | Ana María Bolaños Aguilar            | Alajuela      | No Clasifica           |
| 1995 | Beatriz Alejandra Alvarado Mejía     | Alajuela      | No Clasifica           |
| 1999 | Arianna Bolaños Ugalde               | Alajuela      | No Clasifica           |
| 2008 | María Teresa Rodríguez Rodríguez     | Alajuela      | No Clasifica           |
| 2012 | María Nazarath Cascante Madrigal     | Alajuela      | No Clasifica           |